# Henry Ward Ranger

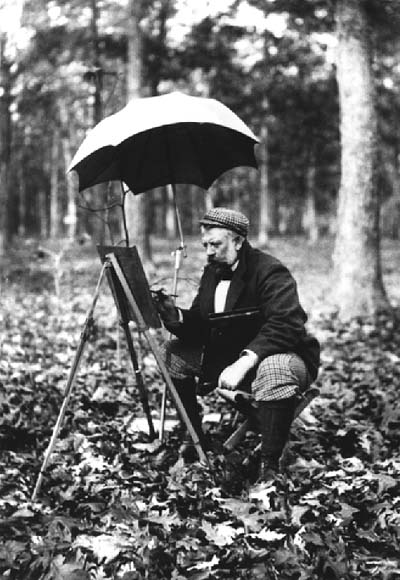
Henry Ward Ranger (um 1890)

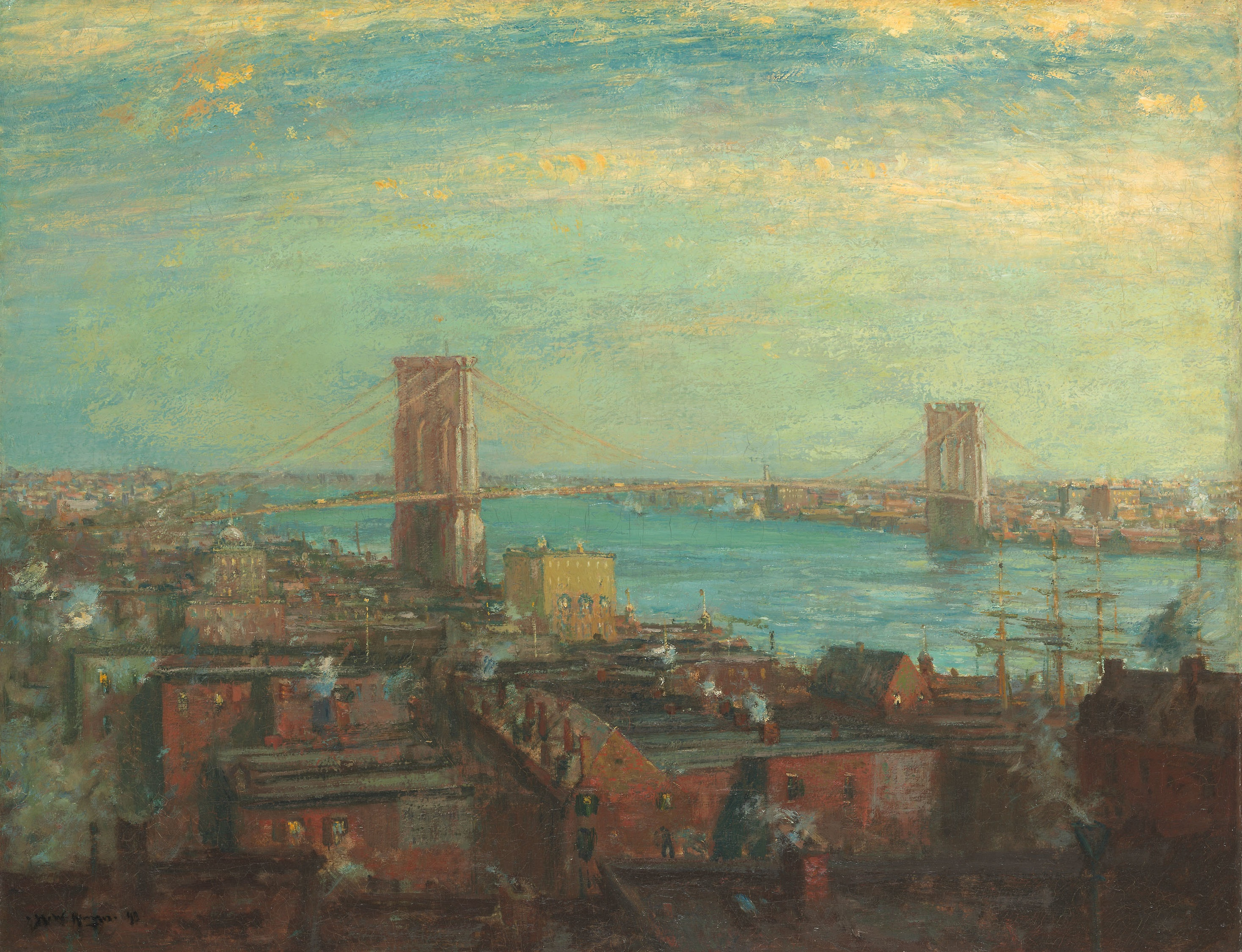
Brooklyn Bridge, 1899. Art Institute of Chicago

Henry Ward Ranger (* 29. Januar 1858 in New York; † 7. November 1916) war ein amerikanischer Maler und einer der Hauptvertreter des Tonalismus und der American Barbizon School. Er gilt als Begründer der Old Lyme Art Colony in Connecticut.

## Leben
Henry Ward Ranger wurde in einer ländlichen Gegend im Westen des Staates New York, wahrscheinlich in Geneseo, geboren und wuchs in Syracuse auf. Sein Vater, Ward Valencourt Ranger, war ein kommerzieller Fotograf mit künstlerischer Ausbildung und unterrichtete Zeichnen. Henry interessierte sich schon früh für Kunst und Musik und studierte zwei Jahre an der Syracuse University, wo er zum ersten Mal formalen Kunstunterricht erhielt. Im Jahr 1878 zog er nach New York City, um seine künstlerische Ausbildung fortzusetzen, und finanzierte seinen Lebensunterhalt durch das Schreiben von Kritiken für Musik- und Theaterzeitschriften. Im Jahr 1884 heiratete er Helen Jennings, eine geschiedene Schauspielerin mit einem Sohn.

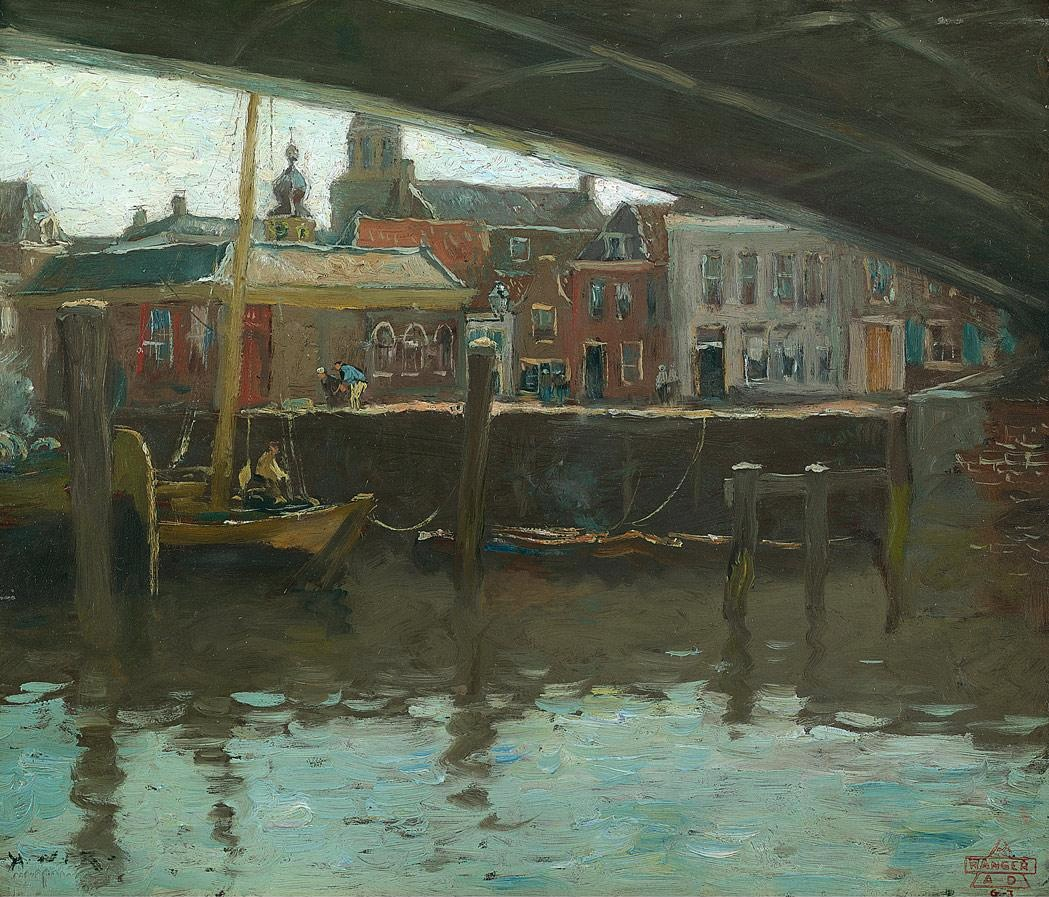
Underneath the Bridge, Amsterdam

Das Paar zog nach Europa und ließ sich in Laren in den Niederlanden nieder, wo Ranger mit Künstlern der Haager Schule wie Jozef Israëls, Anton Mauve und den Brüdern Maris (Jacob, Willem und Matthijs) in Kontakt kam. Diese beeinflussten seinen Stil stark, insbesondere in der Darstellung von Landschaften und der Betonung von Licht und Atmosphäre. Seine Werke wurden in den späten 1880er Jahren in den Pariser Salons ausgestellt und von führenden niederländischen Sammlern geschätzt.
1888 kehrte Henry Ward Ranger in die USA zurück und eröffnete in New York ein Atelier. Er etablierte sich als führender Vertreter des Tonalismus, einer Stilrichtung, die sich durch subtile Farbabstufungen und eine gedämpfte Farbpalette auszeichnet. 1892 hatte er eine wichtige Ausstellung in der Knoedler Gallery in New York, die gut aufgenommen wurde. Er war Mitglied der American Watercolor Society und wurde 1906 ordentliches Mitglied der National Academy of Design.
1899 besuchte Henry Ward Ranger zum ersten Mal Old Lyme in Connecticut und erkannte die Ähnlichkeit der Landschaft mit dem Wald von Barbizon in Frankreich. Unter seiner Leitung entstand dort die Old Lyme Art Colony, die zu einer der bedeutendsten Künstlerkolonien ihrer Zeit wurde. Ranger und seine Kollegen legten großen Wert darauf, direkt in der Natur zu arbeiten und die tonale Ausdruckskraft ihrer Bilder durch Lasurschichten zu verstärken.
Nach seinem Tod 1916 vermachte Ranger sein gesamtes Vermögen der National Academy of Design. Dieses Vermächtnis, bekannt als Ranger Fund, diente dem Ankauf von Kunstwerken für Museen in den USA und trug wesentlich zur Förderung der amerikanischen Kunst bei.

## Werk

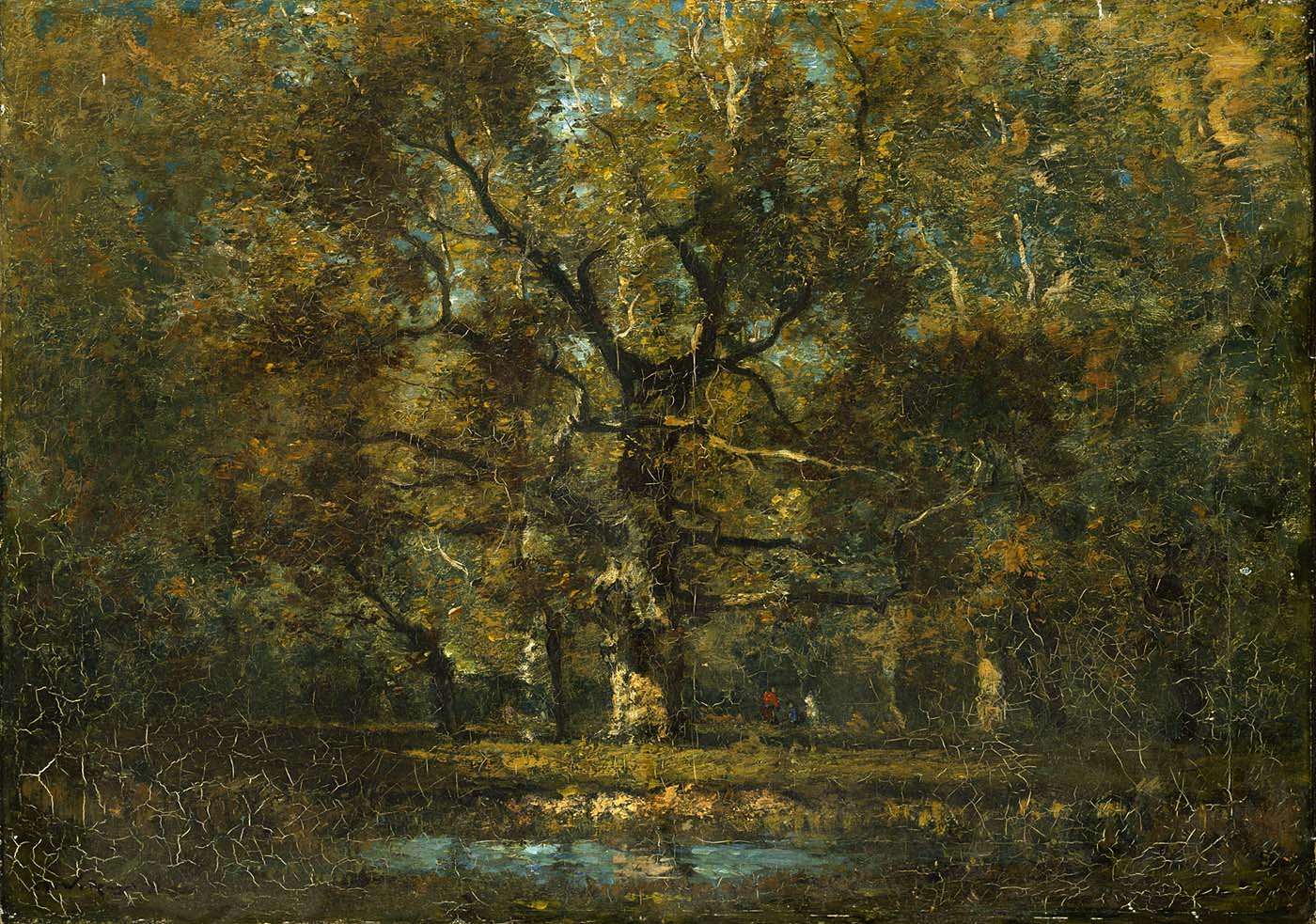
Oak Tree, 1895. Smithsonian American Art Museum.

Henry Ward Rangers Werk ist geprägt von einem tonalistischen Ansatz, der sich durch subtile Farbabstufungen und eine gedämpfte Farbpalette auszeichnet. Seine Landschaftsbilder betonen häufig die atmosphärischen Bedingungen und das Spiel von Licht und Schatten. Beeinflusst von der Haager Schule und der Schule von Barbizon konzentrierte er sich auf ruhige, stimmungsvolle Naturdarstellungen.